# Фортшвир
Фортшви́р (фр. Fortschwihr) — коммуна на северо-востоке Франции в регионе Гранд-Эст (бывший Эльзас — Шампань — Арденны — Лотарингия), департамент Верхний Рейн, округ Кольмар — Рибовилле, кантон Кольмар-2. До марта 2015 года коммуна административно входила в состав упразднённого кантона Андольсайм (округ Кольмар).
Площадь коммуны — 4,78 км², население — 1155 человек (2006) с тенденцией к росту: 1178 человек (2012), плотность населения — 246,4 чел/км².

## Население
Численность населения коммуны в 2011 году составляла 1201 человек, а в 2012 году — 1178 человек.
| 1962 | 1968 | 1975 | 1982 | 1990 | 1999 | 2006 | 2008 | 2011 | 2012 |
| ---- | ---- | ---- | ---- | ---- | ---- | ---- | ---- | ---- | ---- |
| 220  | 228  | 294  | 445  | 732  | 967  | 1155 | 1209 | 1201 | 1178 |

Динамика населения:

## Экономика
В 2010 году из 864 человек трудоспособного возраста (от 15 до 64 лет) 680 были экономически активными, 184 — неактивными (показатель активности 78,7 %, в 1999 году — 78,4 %). Из 680 активных трудоспособных жителей работали 641 человек (341 мужчина и 300 женщин), 39 числились безработными (9 мужчин и 30 женщин). Среди 184 трудоспособных неактивных граждан 86 были учениками либо студентами, 58 — пенсионерами, а ещё 40 — были неактивны в силу других причин.
На протяжении 2011 года в коммуне числилось 419 облагаемых налогом домохозяйств, в которых проживало 1190,5 человек. При этом медиана доходов составила 24273 евро на одного налогоплательщика.

## Достопримечательности (фотогалерея)
- Протестантская церковь
- Колокольня
- Здание мэрии